# 저스틴 프렌티스
저스틴 프렌티스(영어: Justin Prentice, 1994년 3월 25일 ~ )는 미국의 남자 배우이다. 넷플릭스 드라마 《루머의 루머의 루머》의 브라이스 워커 역으로 잘 알려져 있다.

## 출연 작품

### 텔레비전
- 크리미널 마인드 (2010)
- 멜리사 앤 조이 (2010)
- 헤크 패밀리 (2010)
- 빅토리어스 (2011)
- 아이칼리 (2011)
- 서버가토리 (2011)
- 코라의 전설 (2013) - 목소리
- NCIS (2014)
- 글리 (2015)
- NCIS: 뉴올리언스 (2015)
- 캐슬 (2015)
- 민디 프로젝트 (2015)
- CSI: 사이버 (2015)
- 아이좀비 (2015-16)
- 어쿼드 (2016)
- 프리처 (2017)
- 루머의 루머의 루머 (2017-20)

### 영화
- 썸 카인드 오브 헤이트 (2015)